# Santa Agnès de Malanyanes (església)
Santa Agnès de Malanyanes és una església situada a Santa Agnès de Malanyanes, al terme municipal de la Roca del Vallès protegida com a bé cultural d'interès local. És un edifici de nau única amb coberta de volta apuntada. Presenta quatre capelles laterals, tres amb volta d'aresta i una altra coberta amb cúpula. Té un absis carrat i presbiteri amb volta de creueria. 

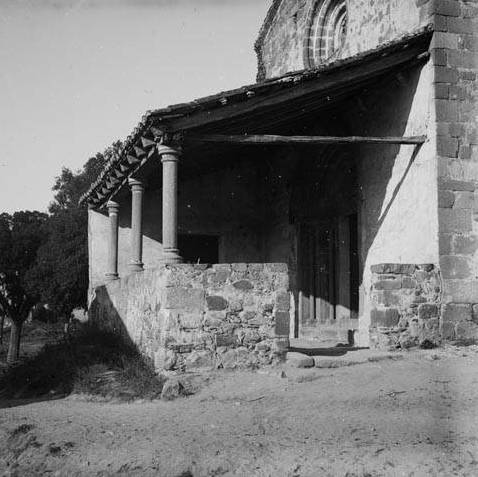
El porxo de l'església l'any 1904

La portada és d'arc apuntat amb decoració floral i carasses, coronada per un ull de bou, davant seu hi ha un pòrtic sostingut per columnes i cobert amb teulada de fusta. Al campanar hi ha espitlleres i finestres, hi ha sis obertures d'arc de mig punt fetes amb maó.
A l'altar major hi ha el retaule major de Santa Agnès, realitzat l'any 1681 per Jaume Roig i daurat per Joan Colubran. El sagrari és de principis del segle xvii. A la capella de l'esquerra hi ha el retaule de Sant Bartomeu, de 1705.
La primera notícia documental data de l'any 1022, tot i que és possible que existís amb anterioritat. Segons Baulies el primer document seria del 932. L'edifici primitiu és del segle xii o XIII i se'n conserva la portada (1306) i la nau. Posteriorment es va reformar i ampliar. L'any 1559 es va construir la capella del Roser, el 1627 la de Sant Isidre, l'any 1705 la de Sant Bartomeu i el 1765 la del Sant Crist. El campanar palesa dues fases, una més antiga de tipus romànic i l'altra del segle xvi.